# Sint Josephziekenhuis (Veldhoven)
Het Sint Josephziekenhuis is een voormalig ziekenhuis in de stad Eindhoven.

## Geschiedenis
In Eindhoven bestond reeds het Binnenziekenhuis, maar dat voldeed niet meer, omdat het te klein en te oud was. Men had behoefte aan een tweede ziekenhuis, een behoefte die al in 1915 werd onderkend.
Pas in 1928 werd een nieuw Sint Josephziekenhuis gebouwd aan de Aalsterweg 293. Het werd ontworpen door het bureau van architect Eduard Cuypers. Het complex omvatte tal van lange gangen die naar de paviljoens voerden en symmetrisch waren aangelegd. Ook was er een tuin waarin zich onder meer een Lourdesgrot bevond. In 1932 werd het ziekenhuis geopend en tot 1986 vormden de Kleine Zusters van de Heilige Joseph de verpleegkundige staf.
Problemen deden zich voor tijdens de Tweede Wereldoorlog. In 1940 werd het korte tijd gevorderd door de bezetters om als militair hospitaal (Feldlazarett) dienst te doen. Dit werd overgeplaatst naar 's-Hertogenbosch. In februari 1944 werd het opnieuw gevorderd. Na de bevrijding op 18 september 1944 werd het gevorderd door de geallieerden. Op 16 mei 1945 kwam het ziekenhuis weer ter beschikking voor de Eindhovense bevolking.
In 1991 werd het gebouwencomplex gesloopt, nadat het ziekenhuis verplaatst was naar Veldhoven. In 2002 fuseerde het met het Diaconessenhuis tot het Máxima Medisch Centrum (MMC).